# Premier League Malti 1961-1962
Il campionato era formato da otto squadre. Il Floriana vinse il titolo per la diciannovesima volta, riuscendo nell'impresa (mai più eguagliata a tutt'oggi) di vincere tutti gli incontri (14).

## Classifica finale
| Pos. | Squadra              | G  | V  | N | P  | GF | GS | Punti |
| ---- | -------------------- | -- | -- | - | -- | -- | -- | ----- |
| 1    | Floriana             | 14 | 14 | 0 | 0  | 43 | 10 | 28    |
| 2    | Valletta F.C.        | 14 | 12 | 0 | 2  | 38 | 10 | 24    |
| 3    | Sliema Wanderers     | 14 | 7  | 3 | 4  | 25 | 20 | 17    |
| 4    | Hibernians F.C.      | 14 | 5  | 3 | 6  | 27 | 21 | 13    |
| 5    | Ħamrun Spartans F.C. | 14 | 3  | 4 | 7  | 21 | 28 | 10    |
| 6    | Birkirkara F.C.      | 14 | 4  | 1 | 9  | 19 | 40 | 9     |
| 7    | St. George's F.C.    | 14 | 3  | 1 | 10 | 15 | 28 | 7     |
| 8    | St. Patrick F.C.     | 14 | 1  | 2 | 11 | 13 | 44 | 4     |